# Ketchup-als-Gemüse-Debatte
Die Debatte in den Vereinigten Staaten um Ketchup als Gemüse bezieht sich auf den Vorschlag einer Richtlinie zur Schulspeisung des Landwirtschaftsministeriums (Department of Agriculture, USDA) der Regierung des Präsidenten Ronald Reagan aus dem Jahre 1981, wonach unter anderem Ketchup und eingelegtes Gemüse nicht mehr als ein Würzmittel, sondern als Gemüsebeilage gegolten hätten. Die Richtlinie hätte es öffentlichen Schulen gestattet, die Ausgabe einer Beilage aus frischem oder gekochtem Gemüse als Bestandteil einer warmen Mahlzeit in ihrem Programm zur Ernährung der Kinder einzusparen. Nach der Richtlinie sollten zudem die bisher vorgesehene tägliche Portion eines Glases Milch verringert und die Fleischportion auf einen Viertel Hamburger reduziert werden.
Die Veröffentlichung des Vorschlags der Richtlinie, die in den USA zur Einholung von öffentlichen Stellungnahmen vorgeschrieben ist, löste Empörung bei Ernährungswissenschaftlern und Politikern der Demokratischen Partei aus. Der Regierung wurde von den Medien und Wissenschaftlern Geiz und Gleichgültigkeit vorgeworfen. Die Regierung antwortete, ihr gehe es darum, “plate waste” ‚Tellerabfall‘ zu vermeiden und nur das servieren zu lassen, was die Schüler tatsächlich verzehren. Ein mittlerer politischer Angestellter der USDA zog noch mehr ungewünschte Aufmerksamkeit auf die Angelegenheit, als er darauf hinwies, dass die endgültige Entscheidung über die Inkraftsetzung der Verordnung auf der Ebene der Bundesstaaten fallen werde. Die Verordnung wurde von dem Angestellten damit beworben, sie sei ein Beispiel für die Rückgabe von Rechten an die einzelnen Bundesstaaten im Sinne jenes „Neuen Föderalismus“, für den sich Reagan während des Präsidentschaftswahlkampfes 1980 eingesetzt hatte. Der Rücktritt des Angestellten im folgenden Monat führte zu Vorwürfen, er sei aus politischen Gründen entlassen worden.
Einige demokratische Politiker inszenierten Photoaufnahmen, auf denen sie nährstoffarme Mahlzeiten einnahmen, die den neuen niedrigeren Standards genügten. Das Magazin Newsweek illustrierte seinen Bericht über die vorgeschlagene Verordnung mit dem Bild einer Flasche mit Ketchup, welche die Aufschrift “now a vegetable” ‚jetzt ein Gemüse‘ trägt.
Schließlich wurde die Verordnung von der Regierung nicht in Kraft gesetzt.